# Senudin Džafić
Senudin Džafić (Novi Grad, 16 dicembre 1974) è un allenatore di calcio a 5 ed ex giocatore di calcio a 5 sloveno.

## Carriera
Di origini bosniache, ha iniziato nel Litija (allora denominato Assaloni Cosmos) per poi passare al GIP Beton MTO e dunque fare ritorno al Litija. Nel 2003 si è trasferito a Spalato dove cinque anni più tardi ha concluso la carriera da giocatore per intraprendere quella di allenatore. Džafić è stato il primo giocatore della nazionale slovena ad andare in rete in una fase finale del campionato europeo: il 17 febbraio 2003 realizza il momentaneo 1-0 nell'incontro perso per 1-2 contro l'Italia.

## Palmarès

### Giocatore
- Campionato sloveno: 4
Litija: 1998-99, 2000-01, 2001-02, 2002-03
- Campionato croato: 2
Spalato: 2003-04, 2005-06

### Allenatore
- Campionato sloveno: 1
Brezje Maribor: 2015-16